# Arnold Latwesen
Arnold Latwesen (auch: August Arnold Latwesen; * 18. Januar 1870 in Kassel; † 3. Oktober 1951 ebenda) war ein deutscher Schriftsteller, Herausgeber von Werken des Mundart-Dichters Hartmann Herzog und Schulleiter.

## Leben
Arnold Latwesen heiratete am 20. Juli 1895 die Amalie Katharina Wilhelmine Elisabeth, Tochter des Mundart-Dichters Hartmann Philipp Wilhelm Herzog. Als Schwiegersohn Herzogs gab der unterdessen zum Rektor der Kasseler Mädchen-Mittelschule Luisenschule aufgestiegene Latwesen im Jahr 1933 eine bis dahin flugblatt-artige Sammlung mit Gedichten von Hartmann Herzog heraus, durch die die Kasseler Mundart erstmals in die Literatur eingeführt wurde.

## Schriften (Auswahl)
- Bericht über die Kasseler Handelsschule 1876–1904, Kassel, 1904
- Zum 75 jährigen Jubelfest der Casseler Liedertafel, Cassel: Stöhr, [1905]
- Otto Ernst. Ein deutscher Lyriker. Mit einem Bildnis des Dichters (= Deutsche Lyriker, Bd. 12), Leipzig: Hesse & Becker, 1910
- Einleitung für Otto Ernst: Aus Herkules Meiers Traumwinkel. 3 Erzählungen, 1.–10. Tsd., Leipzig: Hesse & Becker, 1911
- Hartmann Herzog: In Freid un Leid un Ewwermut. Altes und Neues in Kasseler Mundart, herausgegeben von Arnold Latwesen, Melsungen: o. J. (1933)
- Johann Heinrich Meyer. Der Lehrer, Freund und Diener Goethes, Sonderdruck aus der Kasseler Post, Jg. 59. 1941, Nr. 317